# Len Ford
Leonard Guy „Len“ Ford Jr. (* 18. Februar 1926 in Washington, D.C.; † 14. März 1972 in Detroit, Michigan)  war ein US-amerikanischer American-Football-Spieler. Er spielte unter anderem als Defensive End bei den Cleveland Browns in der National Football League (NFL).

## Herkunft
Ford wuchs in seiner Geburtsstadt auf und besuchte dort die Armstrong High School. An der Schule spielte er neben American Football auch Basketball und Baseball. In allen drei Mannschaften war er Mannschaftskapitän und brachte es jeweils in die örtliche Schulauswahl.

## Spielerlaufbahn

### College
Ford war ein hervorragender Baseballspieler. Als dunkelhäutiger Spieler hatte er jedoch keine Möglichkeit in der Major League Baseball (MLB) zu spielen. Die Liga stand damals nur weißen Spielern offen. Die beste Möglichkeit mit Sport später Geld zu verdienen, bot ihm zunächst ein Collegestudium. Er schloss sich 1944 zunächst der Morgan State University an und spielte dort im Frühjahr Basketball. Noch im Herbst dieses Jahres gelang es ihm, sich der Footballmannschaft anzuschließen. Nach einer kurzen Dienstzeit bei der US Navy ging er zurück an das College und studierte ab 1945 an der University of Michigan. Mit dieser Verpflichtung erhoffte er sich einen Einsatz in einem Bowlspiel, was ihm eine landesweite Aufmerksamkeit und einen Einstieg in den Profisport ermöglichte. 1948 machte er dann zum ersten Mal landesweit auf sich aufmerksam. Seine Mannschaft, die Michigan Wolverines, zog in den Rose Bowl ein. Dort wurde die Mannschaft der University of Southern California (USC) mit 49:0 geschlagen. Ford wurde zum All American gewählt. Sein College zeichnete ihn aufgrund seiner sportlichen Leistungen dreimal aus.

### Profi
Dem Trainer der Los Angeles Dons, Jimmy Phelan, war Ford aufgrund seiner Körpergröße, Schnelligkeit und seiner fangsicheren Hände aufgefallen. Es gelang den Dons den Spieler für ihr AAFC-Team zu verpflichten. Ford kam sowohl in der Defense als Defensive End, als auch in der Offense als End zum Einsatz, wobei ihm 67 Passfänge während seiner Laufbahn in Los Angeles gelangen.
1949 musste die Liga ihren Spielbetrieb einstellen und Ford fand Aufnahme in einen Draft Pool der NFL, der für ehemalige Spieler der AAFC eingerichtet worden war. Ford wurde von den Cleveland Browns verpflichtet, die ihn in erster Linie aufgrund seiner aggressiven Spielweise verpflichteten und 1950 von der AAFC in die NFL gewechselt waren. Bereits im Trainingslager vor seiner ersten Saison konnte Ford überzeugen. Ford wurde in der Defensive Line eingesetzt, musste aber bereits im Oktober 1950 in einem Spiel gegen die Chicago Cardinals mehrere schwere Gesichtsverletzungen bei einem Tackle durch Fullback Pat Harder hinnehmen, die operativ behoben werden mussten. Noch in der gleichen Saison kehrte er auf das Spielfeld zurück und zog mit seinen Browns zum ersten Mal in das NFL Championship Game ein, wo die Los Angeles Rams mit 30:28 geschlagen wurden. Unbeeindruckt von seinen Gesichtsverletzungen gelang es Ford immer wieder die Quarterbacks der Rams unter Druck zu setzen und diese zu vorschnellen Entscheidungen zu zwingen. 28 Sekunden vor Spielende konnte Lou Groza das entscheidende Field Goal für die Browns erzielen.
1954 zog die Mannschaft aus Cleveland erneut in das Endspiel ein. Die Browns besiegten die Detroit Lions mit 56:10. Ford machte dabei ein herausragendes Spiel, fing zwei Pässe (Interception) von Quarterback Bobby Layne ab und trug einen davon für einen Raumgewinn von 45 Yards zurück. 1955 mussten sich im NFL-Endspiel nochmals die Rams mit 14:38 geschlagen geben. Nach einem Spieljahr bei den Green Bay Packers beendete Ford 1958 seine Laufbahn.
Während Ford in Cleveland spielte, stellten die Browns die erfolgreichste Abwehr in der NFL. In sechs Jahren ließen sie die wenigsten Punkte zu, in zwei Jahren die zweit wenigsten.

## Ehrungen
Ford spielte viermal im Pro Bowl, wurde er siebenmal zum All-Pro ernannt, ist Mitglied in dem NFL 1950s All-Decade Team, in der Hall of Honor seines Colleges, sowie seit 1976 in der Pro Football Hall of Fame. Ford rangiert auf der Liste der besten 100 Spieler der Cleveland Browns auf Rang 12.

## Nach der Karriere
Len Ford arbeitete nach seiner Laufbahn in der Stadtverwaltung von Detroit. Er starb an Herzversagen und ist auf dem Lincoln Memorial Cemetery in Suitland, Maryland beerdigt.

## Quelle
- Jens Plassmann: NFL – American Football. Das Spiel, die Stars, die Stories (= Rororo 9445 rororo Sport). Rowohlt, Reinbek bei Hamburg 1995, ISBN 3-499-19445-7.